# رالف ك. سميث
رالف ك. سميث (بالإنجليزية: Ralph K. Smith)‏ هو سياسي أمريكي، ولد في 19 يوليو 1942 في روانوك في الولايات المتحدة. حزبياً، نشط في الحزب الجمهوري. وقد انتخب عضو مجلس ولاية فرجينيا.

## وصلات خارجية
- الموقع الرسمي